# Falkenberg (borg)

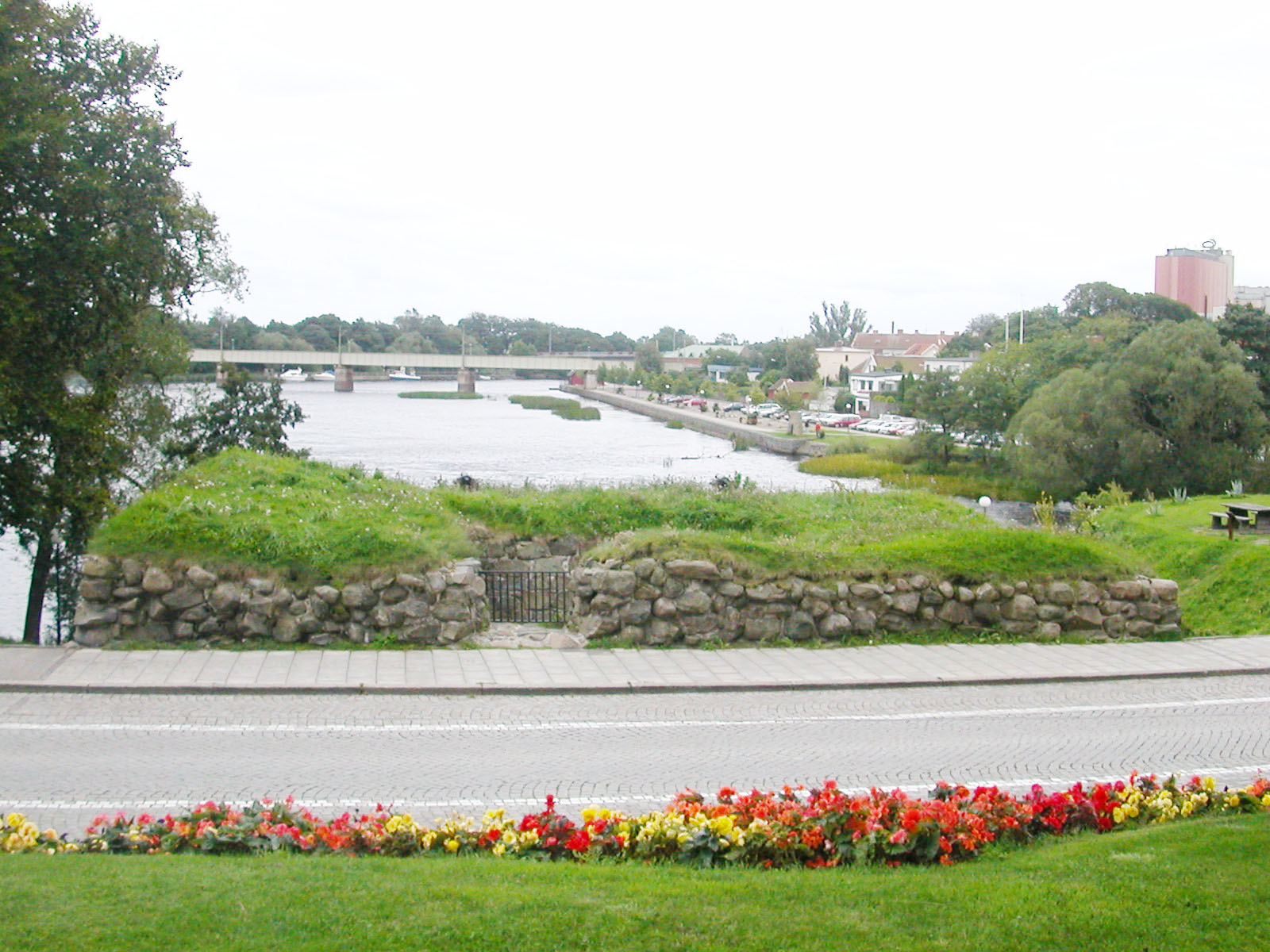
Enbart de lägre delarna av tornet finns bevarade

Falkenberg eller Falkenbergshus var en borg i den nuvarande staden Falkenberg, omnämnd för första gången 1298. Från borgen styrdes Falkenbergs slottslän. Den var i början av 1300-talet en viktig dansk riksborg.

## Historia
Södra Halland  var i början av 1300-talet upp till Ätran förlänat till kungasläktingen Erik Knudsen (Skarsholm), drots 1283-84. Hans far var Knud Valdemarsen (Skarsholm), hertig af Lolland 1216, hertig af Estland 1219, hertig af Blekinge 1232, själv son till kung Valdemar II "Sejr". Men byggherren har kanske varit kung Erik Eriksen "Menved", och initiativtagare kanske kungens "högra hand", Niels Olufsen (Bild), känd som drots 1297-1300 och 1313-18 när han ibland nämns som marsk. Säkert är att dess betydelse för försvaret av det danska riket framgår av att den i Valdemar III:s handfästning 1326 där Falkenberg nämns som en av de tre kungliga borgar i Skåne och Halland, som inte skulle rivas. De övriga var Helsingborg och Skanör. Under 1300-talet var den plats för undertecknande av flera nordiska avtal. Hertig Erik brände ner borgen 1356. Den blev därefter åter uppbyggd. 
Efter att Engelbrekt Engelbrektssons mannar under ledning av Herman Berman belägrat borgen 1434 kom de försvarande styrkorna att överge den då de efter att ha stått emot ett första anfall kom till slutsatsen att de inte skulle klara ett andra. Hövitsman på borgen var Åke Axelsson (Tott) som bestämde sig för att sätta eld på borgen och lyckades segla bort med allt rörligt gods och besättningen. Han kom att mista slottet och länet 1469, men återfick det 1473 och behöll det till sin död. Därefter kom den att ge namn till staden Falkenberg som tidigare kallats Ätraby. De omland som kontrollerades av borgen kallades Falkenbergs len.
Borgen låg vid Ätran, omkring 60 meter från den senare uppförda Tullbrons östliga fäste. I samband med att en järnväg drogs över borgområdet skedde utgrävningar 1885. Borgen bestod av ett högt torn. Dess inneryta är 5,5 gånger 5,5 meter. Vid foten har tornet yttermåtten 15,5 gånger 15,5 meter. Väggarna är tjockast vid foten och smalnar sedan av med höjden. Ovanför den nedre delen som i delvis finns kvar fanns väggar av tegel. Gruppen som undersökte borgen hittade tegelrester spridda inom utforskningsområdet. Gruppen hittade även en del lösa fynd, bland annat en guldfingerring och silvermynt. Det upptäcktes inte några lämningar av andra byggnader. Borgen användes med största sannolikhet enbart vid strider.

## Fynd
I samband med utgrävningen år 1885, som leddes av G. Gustafson, kunde totalt 973 föremål tillvaratas från borgområdet. Metallföremålen var rikliga på utgrävningen och väldigt mångskiftande, exempelvis hittades såväl vapen som verktyg och husgeråd. Två spjutspetsar, 49 pilspetsar, en värja alternativt stor kniv, 18 vanliga knivar, en lie, två saxar, en yxa, en hacka, tre borrar osv. vittnar om förberedelser för såväl krigssituationer som lugnet innan. Även nycklar, spännen, blosshållare, sporrar, hela tjugo hästskor, betsel, två fingerringar av vilka en var av guld och en av brons osv. stod att finna. Sju skodelar av läder hade bevarats i jorden liksom föremål av ben, t.ex. armborstdelar, och väldiga mängder benavfall från såväl hantverk som matrester stod att finna, till och med eventuella människoben. Djurarterna hade bestämts som nötkreatur, svin, får/get, hund, älg, rådjur och fågel. Unik är ett knivhandtag huggen ur ben med en skulpterad människobild på. Keramik var tämligen sparsamt medan tegel och byggnadsmaterial fanns rikligt. Även spår av äldre tider kunde spåras i lagrena, där några få flintföremål stod att finna, bl.a. kärnor.

## Personer omnämnda som styrande från borgen
- 1344 Trotte Petersson
- 1356 Bengt Algotsson
- 1384 Eskil Brahe
- 1433-1434, 1454-1469, 1473-1477 Åke Axelsson (Tott)